# Драго Марковић
Драго Марковић (Кучине, код Сплита, 5. новембар 1901 — Шековићи, 17. јул 1943), учесник Народноослободилачке борбе и народни херој Југославије.

## Биографија
Рођен је 5. новембра 1901. године у селу Кучине код Сплита, у тежачко-радничкој породици.
Након што се запослио у фабрици цемента у Солину, укључио се у раднички покрет. Учествовао је у низу штрајкова и демонстрација. Убрзо је постао члан Комунистичке партије Југославије.
Учесник Народноослободилачке борбе је од 1941. године. Организовао је скупљање оружја за устанак и учествовао у акцијама ударних група против окупатора. Приликом формирања Сплитског партизанског одреда 11. августа 1941, Драго је постављен за командира вода. Марта 1942. године формиран је Мосорски партизански одред, а Драго је постао његов борац. Приликом формирања Друге далматинске бригаде, постављен је за партијског руководиоца и заменика политичког комесара Прве чете Трећег батаљона. Са бригадом је, 1943, учествовао у биткама на Неретви и Сутјесци.
Погинуо је 17. јула 1943. године када су Немци и усташе из Тузле изненада напали партизанску болницу у Шековићима у којој се опорављао.
Указом председника Федеративне Народне Републике Југославије Јосипа Броза Тита, 27. новембра 1953. године, проглашен је за народног хероја.